# National Police Memorial
Il National Police Memorial è un memoriale situato nel centro di Londra, che commemora i circa 4000 poliziotti uccisi nello svolgimento del proprio dovere nel Regno Unito. È stato progettato da Norman Foster e Per Arnoldi e inaugurato il 26 aprile 2005.